# Nyons
Nyons település Franciaországban, Drôme megyében. Lakosainak száma 6794 fő (2022. január 1.). Nyons Aubres, Châteauneuf-de-Bordette, Mirabel-aux-Baronnies, Venterol és Vinsobres községekkel határos.

## Népesség
A település népességének változása:
| Lakosok száma | 4982 | 6061 | 6353 | 7065 | 6657 | 6690 | 6793 | 6772 | 6737 | 6794 |
|               | 1968 | 1982 | 1990 | 2006 | 2013 | 2015 | 2017 | 2019 | 2020 | 2022 |